# Skeptics in the Pub
Skeptics in the Pub (en abrégé SITP), littéralement Les sceptiques au pub est un événement social informel conçu pour promouvoir la camaraderie et le réseautage social parmi les sceptiques, les penseurs critiques, les libres penseurs, les rationalistes et d'autres individus partageant les mêmes idées. Il offre aux sceptiques l'occasion de parler, de partager des idées et de s'amuser dans une atmosphère décontractée, et de discuter des questions d'actualité qui leur viennent à l'esprit, tout en promouvant le scepticisme, la science et la rationalité. 

## Format
"Skeptics in the Pub" n'est pas un terme protégé, tout le monde peut en créer un. Il n'y a pas non plus de procédure formelle pour organiser un événement : les organisateurs peuvent remplir les activités comme bon leur semble et proposer des thèmes liés au scepticisme scientifique sans qu'aucun ne soit imposé. Il existe cependant des approches communes à travers le monde pour accueillir de tels événements qui les rendent plus efficaces. 
Le format habituel des réunions comprend un conférencier invité qui donne un exposé sur un sujet spécifique, suivi d'une séance de questions-réponses. D'autres rencontres sont des rencontres sociales informelles, sans ordre du jour fixe, ou bien sont sous forme de ciné-débat par exemple. Les groupes se réunissent généralement une fois par mois dans un lieu public, le plus souvent un pub local. Il existe désormais plus de 100 groupes "SITP" différents dans le monde,. 

## Histoire

### Londres
L'événement le plus ancien et ayant duré le plus longtemps est une réunion à Londres primée, établie par le professeur de philosophie australien Scott Campbell, en 1999,. Campbell a basé l'idée autour de Philosophie au pub et Science au pub, deux groupes qui se réunissaient régulièrement en Australie depuis un certain temps. La première conférencière était Wendy M. Grossman, rédactrice et fondatrice du magazine The Skeptic, en février 1999. Cette première conférence a attiré 30 participants. Le groupe de Londres prétend être la "plus grande réunion régulière au pub du monde", avec 200 à 400 personnes présentes à chaque réunion,,. 
Campbell a dirigé le groupe de Londres pendant trois ans alors qu'il était en congé sabbatique et a été remplacé après son retour en Australie par deux sceptiques fans de science-fiction, Robert Newman et Marc LaChappelle. Nick Pullar, qui a fait une apparition télévisée en tant que "Convener of Skeptics in the Pub" (convener désignant en anglais l'organisateur, l'animateur d'une réunion) dans l'émission de parodie de spectacle de la BBC Shirley Ghostman,,, a ensuite dirigé le groupe de 2003 à 2008. En 2011, le groupe de Londres était co-animé par Sid Rodrigues qui a co-organisé des événements dans plusieurs autres villes du monde[réf. nécessaire]. Ce groupe a mené des expériences sur le paranormal dans le cadre du Défi paranormal d'un million de dollars (One Million Dollar Paranormal Challenge) de James Randi et co-organisé Une soirée avec James Randi & ses amis (An Evening With James Randi & Friends),,. 

### Autour du monde
La facilité d'utilisation d'Internet, via les sites de réseaux sociaux et des systèmes de gestion de contenu a conduit à la création de plus de 100 groupes SITP actifs dans le monde, dont plus de 30 aux États-Unis et plus de 40 au Royaume-Uni,. En 2009, D. J. Grothe a décrit la montée des Skeptics in the Pub à travers les villes en Amérique du Nord et ailleurs comme un exemple éminent de "Scepticisme 2.0". Les SITP ont souvent été fondées en dehors du domaine des organisations sceptiques existantes (principalement centrées sur les magazines), avec quelques réunions réussies qui se sont développées pour devenir des organisations à part entière. 
"Skeptics in the Pub" servira plus tard de modèle pour d'autres rencontres sceptiques, rationalistes et athées à travers le monde, dont "The Amazing Meeting" de la James Randi Educational Foundation, Drinking Skeptically, The Brights et les rassemblements sociaux de la British Humanist Association.   
En Écosse, depuis 2010, les Skeptics in the Pub d'Édimbourgh ont étendu le concept des SITP à l'ensemble du Edinburgh International Festival Fringe, sous la bannière Skeptics on the Fringe, et à partir de 2012 ont fait de même au Edinburgh International Science Festival (Festival International de la Science d'Édimbourgh) sous le titre At The Fringe of Reason. La Merseyside Skeptics Society et les Greater Manchester Skeptics (formant North West Skeptical Events Ltd) organisent une conférence de deux jours, QED, chaque année depuis 2011,,. Les Glasgow Skeptics ont également organisé deux conférences d'une journée, en juillet 2011.   
En Belgique, le Comité Para organise chaque mois la réunion des Skeptics in the Pub francophones à Bruxelles,.

## Invités notables
Au cours des dix dernières années, les SITP de Londres ont accueilli des conférences données par des scientifiques et des sceptiques bien connus. Les invités notables incluent : 
- Simon Singh, physicien théorique et des particules, qui a cessé d'être poursuivi par la British Chiropractic Association pour avoir critiqué leurs activités dans une chronique du Guardian
- Victor Stenger, auteur de Dieu, l'hypothèse erronée
- Jon Ronson, réalisateur de documentaires et auteur des Chèvres du Pentagone
- Phil Plait, ancien président de la James Randi Educational Foundation, auteur et blogueur
- David Colquhoun, ancien titulaire de la Chaire de pharmacologie A.J. Clark à l'University College de Londres et blogueur scientifique et politique
- Richard J. Evans, professeur d'histoire moderne à l'Université de Cambridge et témoin expert pendant l'affaire David Irving contre Penguin Books et Deborah Lipstadt
- S. Fred Singer, physicien atmosphérique et climatosceptique
- Ben Goldacre, médecin et journaliste et auteur de la chronique hebdomadaire "Bad Science" du Guardian
- David Nutt, psychiatre et neuropsychopharmacologue spécialisé dans la recherche de médicaments qui affectent le cerveau et des conditions telles que la toxicomanie, l'anxiété et le sommeil
- Mark Stevenson, auteur britannique basé à Londres, homme d'affaires, conférencier, futurologue et auteur du livre An Optimist's Tour of the Future